# Tagondaing
Tagondaing er en landsby i Karen, en sydøstlige region af Burma. I 2014 var det totale indbyggertal på 4.994. Landsbyen er placeret i den sydvestlige del af Karen, 17 meter over havets overflade.